# Ãgueata
Ãgueata é o espírito do fogo listado entre as tribos charrua da grande nação Guarany. Os primeiros relatos dessa lenda foram ouvidos pelos bandeirantes que subiram o sul do estado do Rio Grande do Sul a partir do porto de Rio Grande. Quando conseguiram se comunicar com os nativos perceberam que eles os ameaçavam com histórias sobre um poderoso ser de fogo que habitava a região. Esse ser seria uma espécie de espírito malévolo é era culpado por qualquer desaparecimento ocorrido entre os nativos. Eles diziam que o ser levava suas vítimas para um reino longínquo, onde sofreriam pela eternidade. Os portugueses descobriram mais tarde que a lenda provavelmente era derivada do fenômeno conhecido como "fogo fátuo".